# タワーレコードカフェ
タワーレコードカフェ（英: TOWER RECORDS CAFFE）は、タワーレコードが全国に展開するコラボレーションカフェである。タワレコカフェと略される。

## 概要
現在、東京に2店舗を持つほか、大阪、札幌、福岡、名古屋栄に展開している。他のカフェでは味わえない空間をコンセプトとしており、山下達郎やTHE YELLOW MONKEY、ゆず、スピッツなどのアーティストをはじめ、おそ松さんや名探偵コナンなどのアニメ、スヌーピーやリラックマなどの人気キャラクター、2.5次元舞台など様々なジャンルとのコラボを行っている。 コラボごとに店内装飾が異なり、内装や来場特典、メニュー、テイクアウト商品、オリジナルコラボグッズなど店舗ごとに異なる。2012年11月に初めて渋谷店がオープン。開店当初は通常メニューのみでコラボカフェという括りではなかったが、2013年7月より、PASSPO☆のシングル発売記念としてコラボメニューが登場。その後コラボメニューが続々と登場し、コラボカフェとして根付くようになった。

## コラボ事例

### アーティスト
- PASSPO☆ - 渋谷店：2013年7月29日〜8月11日
- NU'EST - 渋谷店：2014年5月26日〜6月1日
- 10-FEETのボウライン大作戦（仮） - 渋谷店：2014年10月26日
- 赤い公園 - 渋谷店：2014年9月22日〜28日
- さくら学院クッキング部 ミニパティ
  - 渋谷店：2015年3月20日〜26日、2016年3月3日〜13日
  - 表参道店：2015年3月24日〜31日
- 真夏のカフェMnet3号店 - 渋谷店：2015年7月3日〜12日
- ROYAL PIRATES - 渋谷店：2016年2月13日〜14日
- BTOB - 渋谷店：2016年2月20日〜28日
- THE YELLOW MONKEY - 渋谷店、表参道店：2016年5月10日〜29日
- EXO - 渋谷店、表参道店、梅田NU茶屋町店：2016年12月2日〜31日
- OLDCODEX - 渋谷店：2017年7月25日〜8月20日
- 竹内まりや - 表参道店：2024年10月5日 - 27日[1]

### キャラクター
- アマールカ - 渋谷店：2013年8月27日〜9月15日
- ポンキッキーズ - 渋谷店：2013年10月24日〜11月10日
- スヌーピー - 渋谷店：第一弾 2013年11月25日〜12月31日、第二弾 2014年11月17日〜12月31日
- リラックマファクトリー - 渋谷店：第一弾 2014年7月10日〜8月17日、第二弾 2015年7月22日〜8月30日
- バットマン - 渋谷店：2014年10月14日〜11月3日
- ペネロペ - 渋谷店：2015年1月26日〜2月14日
- B-PROJECT 2nd Anniversary - 渋谷店、梅田NU茶屋町店：2017年9月27日〜10月31日

### アニメ
- ドラえもん - 渋谷店：2015年2月17日〜3月13日
- おそ松さん - 渋谷店、表参道店：第一弾 2016年3月16日〜4月13日、第二弾 4月14日〜5月8日
- ジョジョの奇妙な冒険 ダイヤモンドは砕けない - 渋谷店：第一弾 2016年9月10日〜10月6日、第二弾 2016年10月7日〜30日
- ドラゴンボール
  - 渋谷店：2016年11月8日〜30日
  - 表参道店、梅田NU茶屋町店：2016年11月1日〜30日
- 遊☆戯☆王 THE DARK SIDE OF DIMENSIONS - 渋谷店、梅田NU茶屋町店：2017年1月7日〜31日
- 新テニスの王子様 - 渋谷店：2017年9月8日〜20日
- わんだふるぷりきゅあ!ざ・むーびー! ドキドキ♡ゲームの世界で大冒険![2]
  - 表参道店：前期 2024年9月7日〜18日、後期 9月19日〜10月1日
  - 大阪ステーションシティ店：前期 9月7日〜18日、後期 9月19日〜10月5日
  - 名古屋栄スカイル店、福岡店：前期 10月3日〜11日、後期 12日〜20日
- 映画 キミとアイドルプリキュア♪ お待たせ!キミに届けるキラッキライブ![3]
  - 表参道店：前期 2025年9月5日〜24日、後期 9月25日〜10月13日
  - 大阪ステーションシティ店：前期 9月25日〜10月7日、後期 10月8日〜10月19日
  - 名古屋栄スカイル店、福岡店：前期 10月9日〜17日、後期 18日〜26日

### その他ジャンル
- ムード・インディゴ うたかたの日々 - 渋谷店：2013年10月2日〜14日
- カノジョは嘘を愛しすぎてる - 渋谷店：2014年6月24日〜30日
- ミュージカル テニスの王子様 - 渋谷店：2017年8月22日〜9月7日